# 町田氏
町田氏（まちだし）は、日本の氏族。

## 歴史

### 出自
薩摩国日置郡町田（鹿児島県日置市）を領した島津忠経（島津忠時の七男）の三男である忠光を租とする。後に日置郡伊集院郷石谷村を本領とし、一時は石谷姓を名乗った。中世期には島津氏所領の地頭を務めた。島津家中における家格は御一門に次ぐ一所持で1700石を有した。

### 江戸時代以降
文禄年間（1592年 - 1596年）に初めて家老を出し、江戸時代には薩摩藩の家老を複数輩出した。